# Belgaum
Belgaum (egyéb nevein: Belagávi, Bélgám, kannada: ಬೆಳಗಾವಿ, maráthi: बेळगांव)) város Indiában, Karnátaka államban. Lakossága 490 ezer, elővárosokkal 610 ezer fő volt 2011-ben.

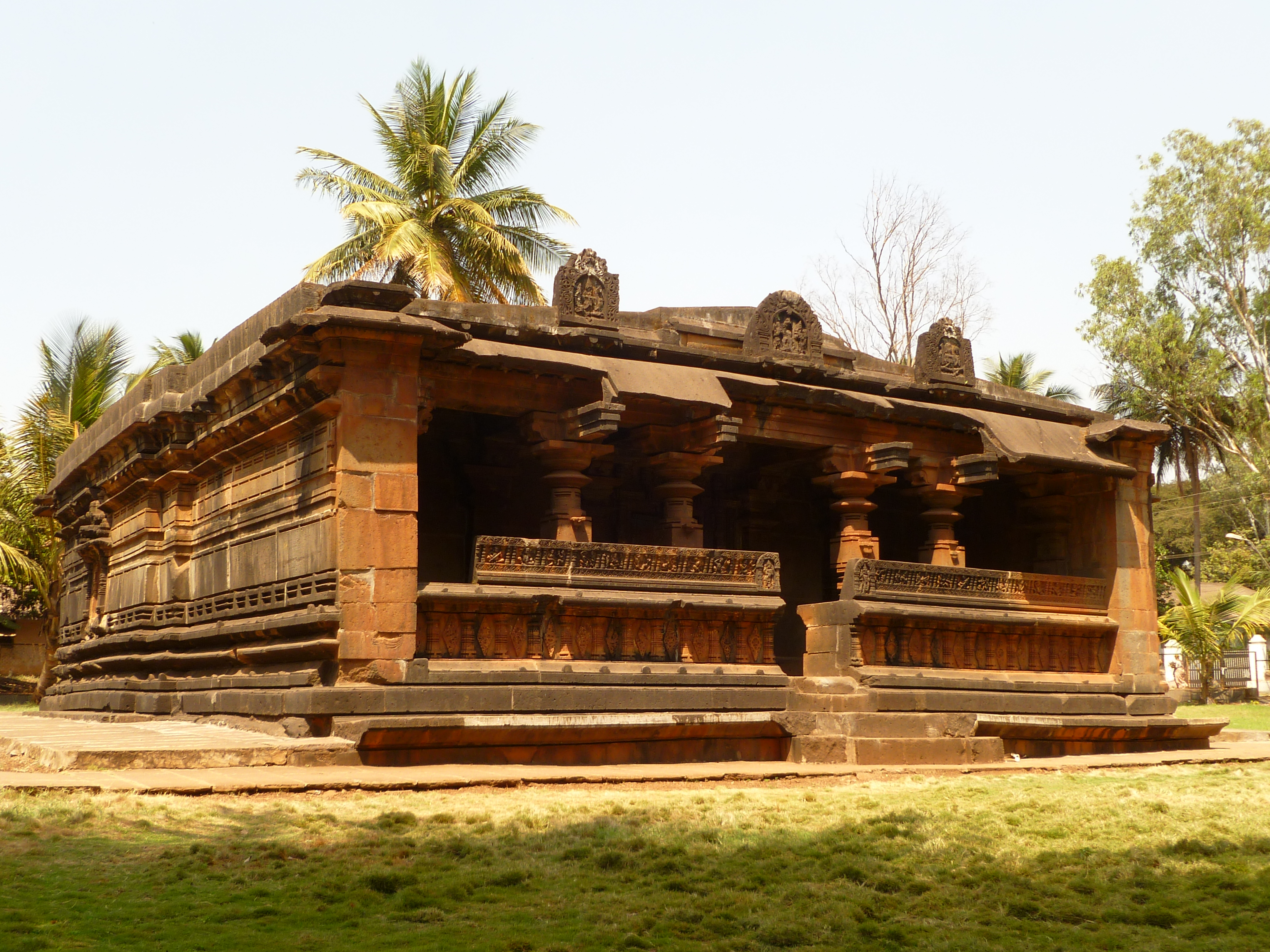
Dzsaina templom az erődben

Regionális ipari központ. Jelentős a gépgyártás, textil- és élelmiszeripar.
A város a Dekkán-fennsíkon fekszik. A 12. század végén volt alapítva. A 16-17. században vidéki központ volt a bídzsápuri Ádil Sáhi uralkodók, a púnai maráthák és a mogulok idején. A brit időkben fontos katonai központ volt. Ma is számottevő itt a katonai jelenlét.
Főbb látnivalók a keleten lévő erőd, a 16. századi Száfá-mecset és van a városban három Csálukjá-kori templom is.

## Klíma
| Hónap                         | Jan. | Feb. | Már. | Ápr. | Máj. | Jún. | Júl. | Aug. | Szep. | Okt. | Nov. | Dec. | Év   |
| ----------------------------- | ---- | ---- | ---- | ---- | ---- | ---- | ---- | ---- | ----- | ---- | ---- | ---- | ---- |
| Átlagos max. hőmérséklet (°C) | 28,8 | 31,5 | 34,0 | 36,0 | 34,0 | 28,0 | 25,4 | 25,5 | 27,0  | 29,0 | 28,0 | 28,0 | 29,6 |
| Átlagos min. hőmérséklet (°C) | 13,5 | 15,4 | 18,4 | 20,4 | 21,1 | 20,9 | 20,2 | 19,4 | 19,2  | 18,2 | 16,4 | 14,2 | 18,1 |
| Átl. csapadékmennyiség (mm)   | 1    | 4    | 10   | 47   | 83   | 186  | 224  | 144  | 124   | 82   | 38   | 4    | 947  |
| Forrás: NOAA (1971-1990)      |      |      |      |      |      |      |      |      |       |      |      |      |      |

## Fordítás
- Ez a szócikk részben vagy egészben  a   Belgaum című angol Wikipédia-szócikk fordításán alapul.  Az eredeti cikk szerkesztőit annak laptörténete sorolja fel. Ez a jelzés csupán a megfogalmazás eredetét és a szerzői jogokat jelzi, nem szolgál a cikkben szereplő információk forrásmegjelöléseként.